# Carmelita Maracci
Carmelita Maracci (Goldfield, 17 luglio 1908 – Hollywood, 26 luglio 1987) è stata una ballerina, coreografa e insegnante statunitense che fuse in modo creativo il balletto e le tecniche della danza spagnola. Fu eccelsa davanti ad un pubblico esperto, ricevendo lodi da ballerini e critici. Verso la metà degli anni '20 iniziò la sua carriera come ballerina e coreografa. Continuò negli anni '50. Rimase quindi autorevole come insegnante a Los Angeles.

## Biografia
Carmelita Maracci nacque a Goldfield, in Nevada, figlia di Josephine Gauss e del suo secondo marito Joseph Maracci, giocatore d'azzardo e ristoratore. La madre, franco-tedesca era una pianista a livello concertistico. Il padre, italo-ispanico, aveva considerato una carriera come cantante; suo padre era primo cugino di Adelina Patti  (1843-1919), una grande stella dell'opera. Fu quindi battezzata Carmelita Patti Maracci. "Carmelita è stata educata come una spagnola." Sua madre le disse che era nata a Montevideo, in Uruguay; la Maracci venne a sapere la verità solo molto più tardi da suo marito.
Dopo che la famiglia si fu trasferita a San Francisco, la sua istruzione è iniziata in un convento. A Fresno continuò le lezioni di danza e frequentò una scuola privata per ragazze. Nel 1924, quando aveva sedici anni, si trasferì a Los Angeles per far progredire il suo talento nella danza. "Carmie era il tesoro viziato della mamma." Su uno Steinway di nove piedi che suonava sua madre, la musica su cui "Carmela ballava, dal momento in cui poteva muoversi, ballava prima di riuscire a camminare", secondo la coreografa Agnes de Mille.
Negli anni '30 a Hollywood le due giovani ballerine Agnes e Carmelita passavano il tempo insieme. Agnes, molti anni dopo, descrisse la situazione e le persone:
Il modo di ballare della Maracci era già speciale, tanto da provocare voci "stravaganti". "Non è un'esperienza ordinaria scoprire una sera che una compagna intima, conosciuta, amata e quotidiana, ha del genio." Nel suo studio, la sera prima che la Maracci partisse per un concerto a San Francisco, la de Mille la vide ballare per la prima volta. Lei scrive, "sono rimasta a bocca aperta". Aggiungendo, "Questa ragazza ha lavorato con il tuono".

## Nuovi stili di danza
Nel 1926 la Maracci si esibì come solista all'Hollywood Bowl, tramite il suo insegnante di danza Ernest Belcher. Studiò a New York e come solista andò in tournée con una compagnia di danza. Ritornata in California, la Maracci in isolamento creò un nuovo stile di danza. A Los Angeles nel 1930, fece il suo "debutto in un programma di suoi lavori" con musiche di Ravel, de Falla, Granados e Schumann, presso l'Auditorium della Los Angeles Philharmonic Orchestra. Nel 1937 seguì un debutto simile a New York. Il suo arrivo a New York fu turbato dall'improvviso fallimento del suo sponsor. Tuttavia, prima nella 92ª strada Y poi in altri locali teatrali, le sue esibizioni furono ben accolte.
La Maracci aveva studiato varie danze spagnole. Alcune delle sue tecniche derivano dal baile flamenco (la controparte nella danza del cante jondo). Nel suo balletto del 1919 El Sombrero de Tres Picos (in francese: Le Tricorne) il compositore spagnolo Manuel de Falla presentò un'orchestrazione di musica classica ispirata al flamenco e Léonide Massine aveva combinato elementi delle due forme di danza. De Falla e il poeta García Lorca lavorarono per realizzare il festival musicale del 1922 Concurso de Cante Jondo, tenutosi a Granada.
L'innovativa fusione tra balletto e baile sviluppata e rappresentata dalla Maracci, sarebbe stata in seguito inclusa come "danza ibrida". Il suo stile di coreografia e arte del balletto, pur non essendo esso stesso il flamenco, incorporava parte del suo stato d'animo, linee e tecniche.
A Los Angeles alla fine degli anni '20 "La Maracci iniziò a sperimentare con la coreografia che era una miscela di balletto classico e tecniche di danza spagnola". Dalla sua inusuale combinazione dei due stili emerse un'espressione singolare. Nel 1946 John Martin, un critico di danza del New York Times, scrisse: "Entrambi gli stili sono solo materiali dai quali foggia un'arte che è del tutto personale, puramente soggettiva nel suo approccio creativo e assolutamente unica". Agnes de Mille scrive:

## Frutti della sua creazione
Dopo aver girato con altre compagnie di danza, negli anni '30 e '40 diresse il suo gruppo di artisti esibendosi in luoghi di qualità in tutta l'America con "un repertorio delle sue danze". La sua tournée fu considerata la migliore tra quelle del settore. Nel 1951 a New York, in particolare per il Ballet Theatre, mise in scena al Metropolitan Opera House (39° Strada) la sua coreografia del lavoro Circo de España, con un'accoglienza  mista. Si esibì al St. James Theatre di Broadway nel 1939 e alla Carnegie Hall nel 1946.
A partire dagli anni '30, ricevette recensioni della stampa che notavano la sua arte straordinaria, ad esempio in The Times di Londra, in Paris-Soir e nella rivista mensile Dancing Times pubblicata in Inghilterra. Negli anni '40 John Martin del New York Times scrisse recensioni di sei colonne che acclamavano la Maracci, riconoscendola come "un fenomeno unico".
Maracci lavorò anche come coreografa nella realizzazione di film di Hollywood, anche se con pause e con riluttanza. Nel 1951 per Charlie Chaplin, contribuì alle scene di danza nel suo Luci della ribalta, distribuito nel 1952. Durante la guerra fu una delle creatrici delle danze nel film I tre caballeros di Walt Disney distribuito nel 1944. Mentre "commercialmente vincente" questo era per la Maracci "personalmente insoddisfacente."
Negli anni successivi "le sue esibizioni, sebbene poco frequenti, disegnavano linee intorno all'isolato e incantavano il pubblico". Eppure "La Maracci ammette liberamente che la sua arte non era per le masse". Iniziò le prove, ma alla fine rifiutò di ballare il ruolo della protagonista nel balletto Giselle.Si rifiutò di ballare in una Spagna governata da Franco.
Nel corso della sua carriera, la Maracci fu eccelsa nel foggiare ed eseguire danze soliste: Cante Jondo ("Deep Song"), Viva la Madre ("Live for the one who bore you"), Dance of Elegance (una satira, "una caricatura di una ballerina che si pavoneggia"), La Pasionaria (sulla  voce alla radio della figlia di un carbonaio, nella Spagna dilaniata dalla guerra), Another Goyescas (con riferimento alla suite per pianoforte di Granados per il pittore spagnolo Francisco Goya), Carlotta Grisi in Retrospect (ballerina italiana del diciannovesimo secolo), The Nightingale and the Maiden (ispirato a una poesia scritta nel 1500, su musica di Granados).
Fu a lungo riconosciuta dagli ammiratori nel mondo del balletto per la sua conoscenza interiore dell'arte. Nel 1985 Robert Joffrey del Joffrey Ballet disse di lei: "Non c'era, e non c'è tuttora, nessuno come lei: aveva un'incredibile forza e una delicatezza suprema, la sua tecnica era stupefacente, la perfezione stessa..." La Maracci era conosciuta, secondo Walter Terry, autore di libri sulla danza, come "una delle principali figure della danza dei nostri tempi". Maracci era nota, secondo lo scrittore di danza Walter Terry, come "una delle figure più importanti della danza del nostro tempo".

## Problemi di metà carriera
"Anche se considerata dai suoi coetanei come una delle più importanti ballerine negli Stati Uniti... la Maracci si ritirò dalle scene dopo due esperienze che la devastarono". Nel 1946 un disturbatore solitario ubriaco a St. Paul, nel Minnesota, si prese gioco delle sue tre ballerine. Erano sul palco e facevano il tributo coreografico della Maracci ai fedelissimi repubblicani della Guerra civile spagnola (1936-1939). Lei emerse dal backstage piuttosto arrabbiata e ordinò che il sipario si abbassasse. Interruppe lo spettacolo, oltraggiò il teatro locale e alla fine interruppe il suo sostegno finanziario nazionale. Il secondo evento riguardò la messa in scena della sua coreografia Circo de España del 1951, per il Ballet Theatre di New York City. Il suo debutto non fu considerato abbastanza di successo dalla compagnia di balletto; necessitava di miglioramenti.
Durante la guerra civile spagnola, la Maracci era stata grandemente commossa da La Pasionaria, una donna eccezionale la cui emotiva oratoria radiofonica difendeva la fazione repubblicana. Le opinioni politiche della Maracci erano fortemente radicate; lei "voleva cambiare il mondo attraverso il teatro". Eppure probabilmente reagì in modo eccessivo a St. Paul. All'amministratore teatrale la Maracci, secondo Agnes de Mille, "scatenò ... tutta la sua rabbia primordiale, attaccando personalmente l'uomo e tutto la popolazione di St. Paul". Quarant'anni dopo, in una lettera privata, "lei si riferiva ancora al "pubblico ubriaco che derideva gli eroi spagnoli".
A proposito del suo Circo de España a New York, la Maracci "fu raccontato dalla famosa ballerina Agnes de Mille che il balletto non era "buono ".
Secondo de Mille, le esibizioni della Maracci avevano affascinato tutti coloro che facevano parte della compagnia di balletto, ma le sue brillanti danze assolo non si adattavano al pezzo più grande quando messo in scena. Il pubblico di New York era "perplesso e non poco scoraggiato dall'austera, sardonica personalità di Carmelita" ed era "tiepido nella risposta". Oliver Smith, il condirettore del Ballet Theatre, disse alla de Mille che aveva bisogno di lavoro, e di fare alla Maracci una "discorso d'incoraggiamento" per mettere insieme il pezzo. Nel camerino della Maracci, la chiacchierata inaspettata "produsse un collasso in un attimo, dovette essere portata fuori dal teatro".
Una visione contraria è stata espressa in un discorso della giornalista di danza Donna Perlmutter. Anche se la de Mille nutriva una "intensa ammirazione" per la Maracci, aveva anche un "bruciore ... Immagino si possa chiamarlo... gelosia". Per quanto riguarda l'incidente del 1951 con il Ballet Theatre, "Agnes non ha avuto una piccola parte in questo." La Maracci aveva espressamente richiesto le condizioni di danza e di teatro che erano state promesse, ma non mantenute. Di conseguenza, riteneva che lo spettacolo del Circo de España "non fosse un balletto ma un disastro". Tuttavia, Antony Tudor, un coreografo residente con il Ballet Theatre, fece alcune osservazioni sconcertanti. Secondo la Perlmutter, "riflettendo su quella notte di aprile..." de Mille "dice che lui aveva immediatamente detto alla Maracci che il balletto non era buono e poiché Maracci era sempre sull'orlo di una crisi di nervi, poco dopo Donald Saddler la portò via dal teatro."
Oltre alle opinioni dissimili su come successe, ci sono diversi commenti sul suo significato. (Vedi la sezione "Riflessioni ambivalenti") Il giornalista Jack Jones che ne scrive, cita quello che dopo "La Maracci ha detto di se stessa":

## Riflessioni ambivalenti
Agnes de Mille, sua ex studentessa, espresse ammirazione per la Maracci. Nel suo libro, la de Mille descrive il paradosso della carriera della Maracci. Il New York Times aveva "anticipato la gloria internazionale". È vero, "Carmelita aveva immaginazione, verve, energia e fascino: ciò che non aveva era la capacità di far fronte agli aspetti pratici della sua carriera". A una battuta d'arresto alla fine degli anni Trenta a New York, aveva "dato una lavata di capo a tutti gli interessati". I collassi spesso sono "inventati per nascondere i difetti", tuttavia il suo "talento era immacolato". Sebbene i dirigenti desiderino clienti affidabili, "chiunque preferisca la cooperazione pratica al genio è un pazzo." Costruire una grande carriera, tuttavia, richiede un coraggio realistico e un carattere risoluto; "quelli con un grande dono hanno generalmente nel loro carattere una certa protezione istintiva della loro dote". In questo caso "Carmie è stata un'eccezione tragica".
Donna Perlmutter, giornalista di Los Angeles che ha seguito la sua carriera, cita la Maracci che qui medita sul brano della sua stessa anima, sulla sua costellazione interiore:
Dopo interviste, in particolare del marito Lee Freeson e anni di ricerca, Perlmutter arriva a conclusioni di vario tipo. Il suo destino era una tragedia. I grandi doni che possedeva ed esercitati nell'arte della danza erano apprezzati al massimo da poche centinaia di persone ben informate nella città di Los Angeles, piuttosto che da moltitudini di aficionados a livello nazionale, in tutto il mondo. Eppure il suo destino è nato dal suo carattere, la sua bussola dei principi. La Perlmutter da un podio disse:
Per quanto severo e durevole fosse il suo spirito perfezionista, e per quanto vitale fosse la sua rabbia per la crudeltà intenzionale o per il caos politico, la sua corrispondente sensibilità per le vittime, che potevano alimentare la sua espressione artistica, potevano anche farla diventare vulnerabile, anche sorprendentemente fragile. Questo la portò forse ad essere eccessivamente nervosa di fronte a un pubblico mal preparato e ignaro. D'altra parte, era proprio la forza dei suoi principi a guidarla nel valutare le offerte di spettacoli da presentare.

## Insegnare l'arte del balletto
"La sua reputazione attraeva gli studenti", sia il giovane che il ballerino professionista. Per la Maracci "l'insegnamento le dava più autonomia". Aveva insegnato balletto sin dal 1930, ma divenne il suo obiettivo mentre si avvicinava ai cinquant'anni. "Il suo insegnamento comprendeva politica, poesia, musica e cucina, come un modo per coltivare l'arte della danza come parte integrante del percorso di vita dello studente". "Viveva in un mondo di persone che venivano a sedersi ai suoi piedi".
Nel corso di una carriera di insegnante durata 50 anni, tra gli altri la Maracci ha insegnato a Gerald Arpino, Joan Bayley, Erik Bruhn, Leslie Caron, William Carter, Charlie Chaplin,  Geraldine Chaplin, Janet Collins, Carmen de Lavallade, Agnes de Mille, Paul Godkin,  Cynthia Gregory,  Allegra Kent,  Julie Newmar,  Tommy Rall, Tina Ramirez, Jerome Robbins, Janice Rule, Donald Saddler e Christine Sarry. Ebbe una grande influenza sull'insegnante di danza di Los Angeles, Irina Kosmovska.
Cynthia Gregory ricorda il suo corso di insegnamento "on pointe e indossa una calzamaglia rosa e fuma una sigaretta, tirandola fuori dalla finestra e lanciandosi in una serie di piroette veloci e furiose". "Penso che una tecnica dovrebbe essere subordinata all'idea", scrisse Carmelita.
Tina Ramirez, fondatrice e direttrice artistica del Ballet Hispanico, definì la Maracci una "ballerina favolosa" che poteva "ballare il balletto on pointe" come poteva in uno stile spagnolo. Cercava nel suo insegnamento di "influenzare il benessere generale" dei suoi studenti. In "modi fantasiosi" la Maracci metteva in relazione "la storia della danza con quella della musica". Poteva dire: "E ora fai un arabesque come se ti trovassi in cima al mondo guardando in basso".
Allegra Kent scrive: "Come insegnante Carmelita è stata in grado di comunicare e illuminare ... le qualità ineffabili e i punti tecnici del balletto". Mi trattava come un bambino fantasioso, festeggiava il mio apprendimento e mi ha insegnato "che la danza può essere un'esperienza profonda per l'artista e per il pubblico." Lei è stata generosa. "Carmelita mi ha mostrato che i sentimenti e le emozioni dovevano essere genuini, non indossati come un vestito a lustrini per una festa." I ballerini ascoltavano la musica. "Un po 'come un atleta ma anche come artista, abbiamo dovuto dipingere il suono e scolpire il ritmo".
La giornalista di danza Jennifer Dunning ha scritto:
 Uno studente di lunga data ha osservato, "Ogni sua lezione è stata davvero uno spettacolo."
Un evento che celebra il centenario della nascita della Maracci si è tenuto il 28 settembre 2008 a Los Angeles.

### Primaria
- Agnes de Mille, "Carmelita Maracci" chapter in Portrait Gallery. Artists, impresarios, intimates (Boston: Houghton Mifflin 1990).
- Jennifer Dunning, "Carmelita Maracci, a Ballet Instructor and Choreographer", Obituary, The New York Times, August 3, 1987.
- Jack Jones, "Carmelita Maracci, the Dancers' Dancer, Dies", The Los Angeles Times, July 30, 1987.
- Allegra Kent, "Carmelita Maracci" in Dance Magazine, January 1, 2001, at The Free Library (website).
- Elspeth Kuang, "Carmelita Maracci" in Susan Ware and Stacy Braukman, editors, Notable American Women. A biographical dictionary. Completing the twentieth century, volume 5 (Harvard University 2005).
- Donna Perlmutter, "A Legend's 'Unplanned Oblivion'," in The Los Angeles Times, April 21, 1985.
- Nancy Reynolds, "Carmelita Maracci" in Selma Cohen, editor, The International Encyclopedia of Dance (Oxford University 1998).
- Jane Wollman Rusoff, "Celebrating Carmelita Maracci, who 'took the girdle off ballet'", The New York Times, May 22, 2017.
  - Carmelita Maracci Papers (website).
  - Carmelita Maracci (website).

### Secondaria
- Ángel Alvarez Caballero, El cante flamenco (Madrid: Alianza Editorial 1994, 1998).
- Robert F. Amove, Talent Abounds. Profiles of master teachers and peak performers (New York: Rutledge 2009).
- Manuel de Falla, El 'Cante Jondo' {Canto primitivo andaluz} (Granada: Editorial Urania 1922).
- Agnes de Mille, The book of the Dance (London: Paul Hamlyn 1963),
- Lynn Garafola, Diaghilev's Ballets Russes (Oxford University 1989).
- Naomi Jackson, Converging Movements. Modern Dance and Jewish Culture at the 92nd Street Y (Wesleyan University 2000).
- Léonide Massine, My Life in Ballet (London: Macmillan 1968).
- Eduardo Molina Fajardo, Manuel de Falla y El 'Cante Jondo' (Universidad de Granada 1962, 2d ed. 1998).
- Mary Ellen Snodgrass, The Encyclopedia of World Ballet (Rowman and Littlefield 2015), "Hybrid Ballet".
  - Joan Bayley (website).